# Гальмування в небесах
«Гальмування в небесах» (рос. «Торможение в небесах») — радянський художній фільм Віктора Бутурліна 1989 року. Прем'єра відбулася в липні 1990 року. Фільм отримав Гран-прі на Міжнародному кінофестивалі в Страсбурзі в 1992 році.

## Сюжет
Перебудова. Михайло Сергійович здійснює поїздку по країні. Коли ж чергова місцева партконференція закінчується і генсек їде, перший секретар обкому Махонін проводить бесіду з членами партії. Він дорікає їх, що на зустрічі вони багато говорили про місцеві проблеми, як то: погане бетонне покриття в аеропорту, зараженої ртуттю риби або дача в 3 поверхи з вертолітним майданчиком і арабськими меблями, знайдена в тайзі геологами. У залі піднімається шум, оскільки ці питання все ж турбують людей.
Знімальна група програми «Час», що знімала в цьому ж приміщенні зустріч з Горбачовим, ще не встигла зібрати всю апаратуру і випадково зняла і цей епізод «розбору польотів». Режисер програми «Час» вважає, що це дуже цікавий матеріал і його потрібно обов'язково показати по центральному телебаченню. Вони сідають в літак до Москви.
Секретар обкому дізнається про це і приймає рішення розгорнути літак зі 150 пасажирами, щоб вилучити плівки. У літаку з'являються незадоволені. Режисер програми «Час» здогадується, що швидше за все вся справа саме в її знімальній групі. Вона влаштовує скандал і під її доводами і тиском командир екіпажу вирішує повернути літак назад в Москву. Секретар обкому про всяк випадок віддає розпорядження спалити дачу в тайзі. Але раптом виявляється, що другий пілот має хороші відносини з одним з партійців. Цей партієць налагоджує зв'язок з ним і обіцяє всілякі нагороди. Поки командир екіпажу спить, другий пілот знову змінює курс. Літак успішно приземляється. Всі плівки знищені.
Через якийсь час під час застілля секретар обкому отримує дзвінок з телебачення. Режисер пояснює йому, що хоча плівки і знищені, телевізійники все ж свої матеріали завжди пишуть відразу на дві плівки, щоб не було браку. Не чекаючи, коли сюжет про нього покажуть по всесоюзній програмі, секретар Махонін скликає пленум, де заздалегідь бичує себе і приймає всю провину за допущені помилки.

## У ролях
- Віктор Смирнов —  Михайло Михайлович Махонін, секретар обкому
- Ніна Русланова —  Валентина Лалітіна, режисер програми «Час»
- Юрій Кузнецов —  Олексій Митрофанович Куркін
- Віктор Цепаєв —  Павло Гнеушев
- Лев Борисов —  Микола Іванович Єзепов
- Ігор Нікітін —  Парамонов
- Юрій Мажуга —  Іван Сергійович Бареєв
- Борис Щербаков —  Олександр Васильович Попов, командир екіпажу
- Олександр Фатюшин —  Євген Желєзов, другий пілот
- Євген Поротов —  Женя Бородов, член телевізійної групи
- Тетяна Григор'єва —  член телевізійної групи
- Лариса Леонова —  секретар Махоніна
- Геннадій Ложкін —  бортінженер
- Яків Степанов —  авіадиспетчер
- Володимир Матвєєв —  авіадиспетчер
- Микола Ковальський —  епізод
- Олена Ярцева —  епізод
- Маргарита Середа —  епізод
- Юрій Сєров —  епізод
- Юрій Чернобровкін —  епізод
- Ірина Замотіна —  епізод
- Тамара Колесникова —  епізод
- Євген Прокашев —  епізод
- Олександр Пестов —  епізод
- Микола Лайков —  епізод
- Андрій Дударенко —  епізод
- Микола Дік —  пілот
- Шерхан Абілов —  фотокореспондент
- Карина Разумовська —  епізод

## Знімальна група
- Режисер —  Віктор Бутурлін
- Сценаристи —  Роман Солнцев,  Віктор Бутурлін
- Оператор —  Володимир Васильєв
- Композитор —  Віктор Кісін
- Художник —  Володимир Банних